# Lásenice
Obec Lásenice (jednotné číslo, německy Lasenitz) se nachází v okrese Jindřichův Hradec, v Jihočeském kraji. Leží jihozápadně od Jindřichova Hradce, rozkládá se po obou březích řeky Nežárky, při státní silnici do Českých Budějovic; součástí silnice je hráz Formanského rybníka, obec obklopují četné další rybníky a lesy. Počet domů se blíží ke dvěma stům, žije zde 579 obyvatel. V obci je pošta, obecní mateřská škola, obecní knihovna s informačním centrem, tři restaurace, prodejna potravin a ubytovna. V okolí obce při řece Nežárce je několik desítek rekreačních chat.

## Historie[4]

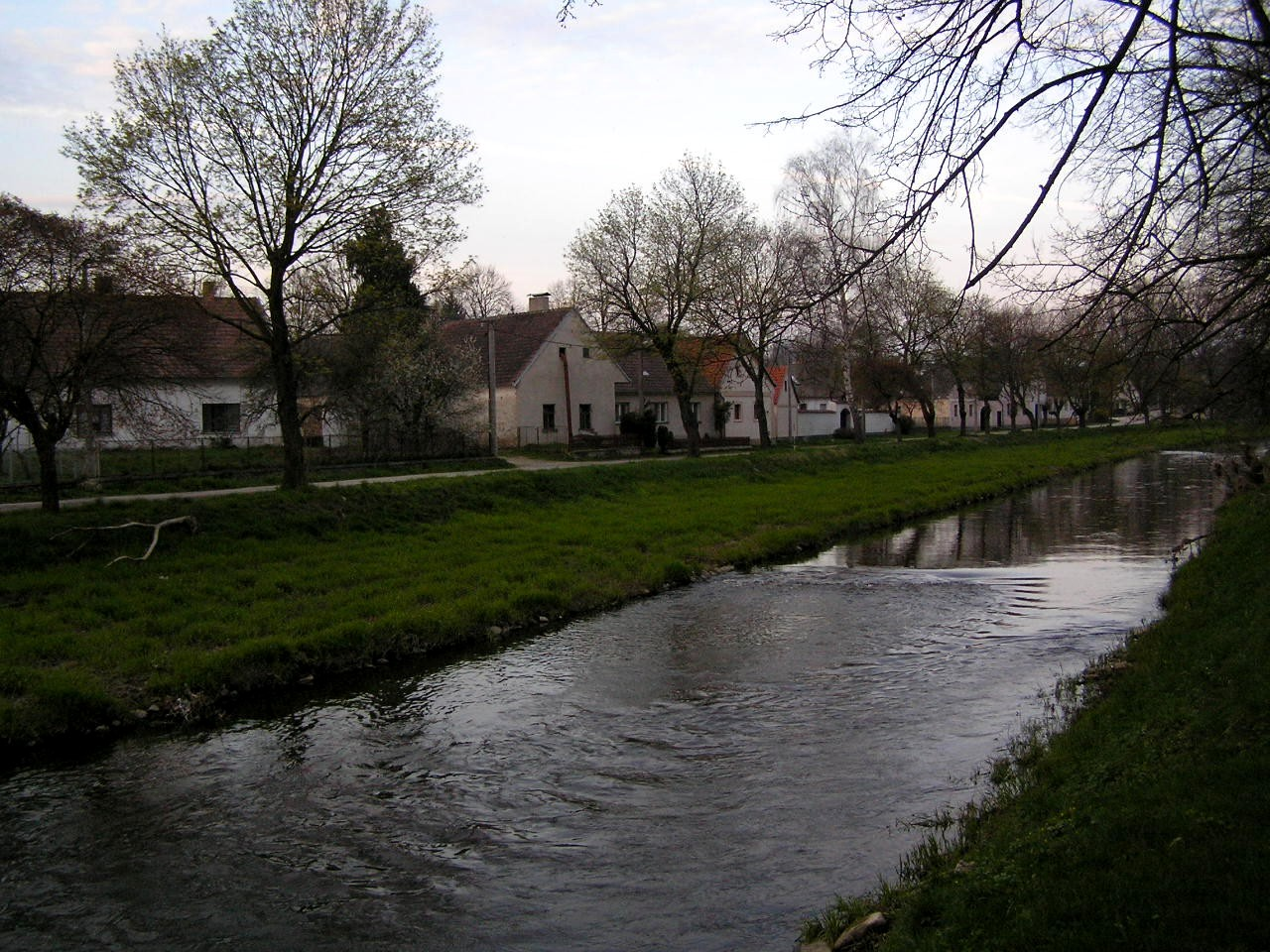
Řeka Nežárka v Lásenici

První písemná zpráva o obci je z roku 1366 a dokladuje existenci tvrze, při které se osídlení nacházelo. Historie osídlení obce patrně sahá ještě dál než do 14. století. Lze předpokládat, že zde v náznacích jsou a budou nalezeny fragmenty možností, které prokáží již osídlení keltské.[ujasnit] Lásenice patřila už od středověku k poměrně významným lokalitám regionu. Od druhé poloviny 14. a v 15. století tudy vedla frekventovaná obchodní stezka ke Stráži nad Nežárkou a dále do Českých Budějovic.
V roce 1900 se zde narodil zakladatel československé reportážní fotografie Karel Hájek.
V letech 1850–1889 k obci patřila Dolní Lhota, v letech 1850–1960 Dvorce a od 1. července 1974 do 23. listopadu 1990 také Horní Lhota.

## Pamětihodnosti
- Vodní mlýn čp. 43
- Rodinný dům kolářský čp. 3 – dvojice
- Venkovské usedlosti čp. 36 a 39
- Busta prezidenta T. G. Masaryka na návsi při hlavní silnici z Třeboně do Jindřichova Hradce
- Lásenická tvrz leží na skalnatém návrší na pravém břehu Nežárky. Ve středověku zajišťovala bezpečnost obchodní stezky. Z významnějších vlastníků tvrze jsou doloženi z roku 1382 Mikuláš Róth z Lásenice a z roku 1429 Menhart z Hradce. Archeologické výzkumy odkryly větší část původního půdorysu, byly nalezeny fragmenty keramiky a kovových předmětů. Podle získaných poznatků lze konstatovat, že tvrz vznikla přibližně kolem poloviny 14. století a zanikla násilnou formou – vypálením patrně v době husitských nepokojů. Výzkum tvrze není zatím dokončen a lokalita není veřejnosti přístupná.[4]
- Kaple zasvěcená sv. Janu Nepomuckému. Její současná podoba se datuje od roku 1863. Původně stával na tomto místě od let 1420-21 dřevěný kříž. V uvedených letech tu byl vozový tábor husitského lidu a Táborité tu konali bohoslužby. V 16. století tu byla postavena dřevěná zvonice ke zvonění poledne, klekání i požárů a bouřek. V roce 1742 zvonice vyhořela a na jejím místě byla postavena kaple zděná, k poctě Panny Marie a sv. Jana Nepomuckého. Po roce 1862 byla kaple zbourána a do roku 1863 postavena současná kaple. Zvony, které jsou ve věži kaple, byly dvakrát před oběma válkami sejmuty a rozbity pro vojenské účely. Dnešní zvony jsou zde od konce druhé světové války. Kaple je v romantickém pojetí románského slohu, oltář a křížová cesta jsou z let 1820–1860.[4]
- Slavná Lásenická pieta pocházející z let 1360–1374, byla do zdejší kaple umístěna patrně již koncem 18. století. Pochází zřejmě z kostela sv. Markéty v Dubovici. V té době patřilo toto území ke správnímu celku obce Lásenice. Dnes je pieta v Národní galerii, ve sbírce gotického umění Jiřského kláštera v Praze, kam byla lásenickými radními darována koncem 19. století.[4]

## Galerie

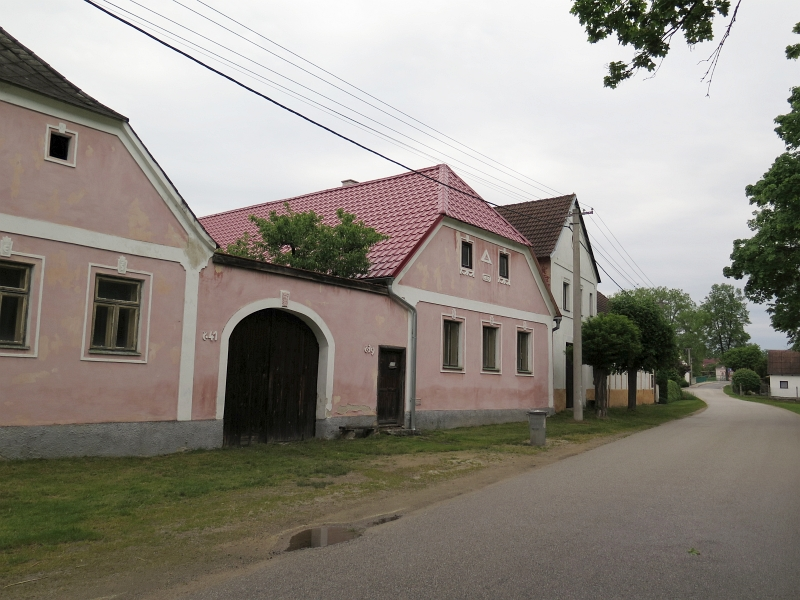
Statek čp. 39
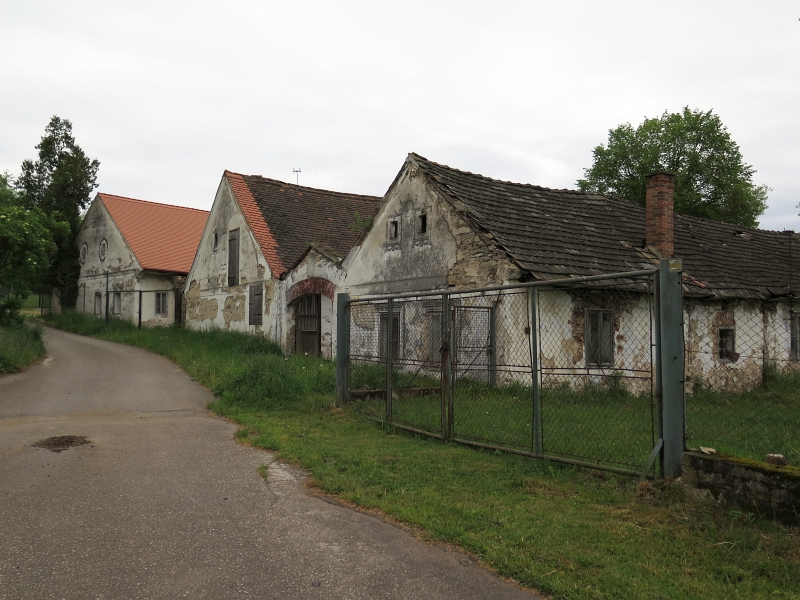
Vodní mlýn čp. 43
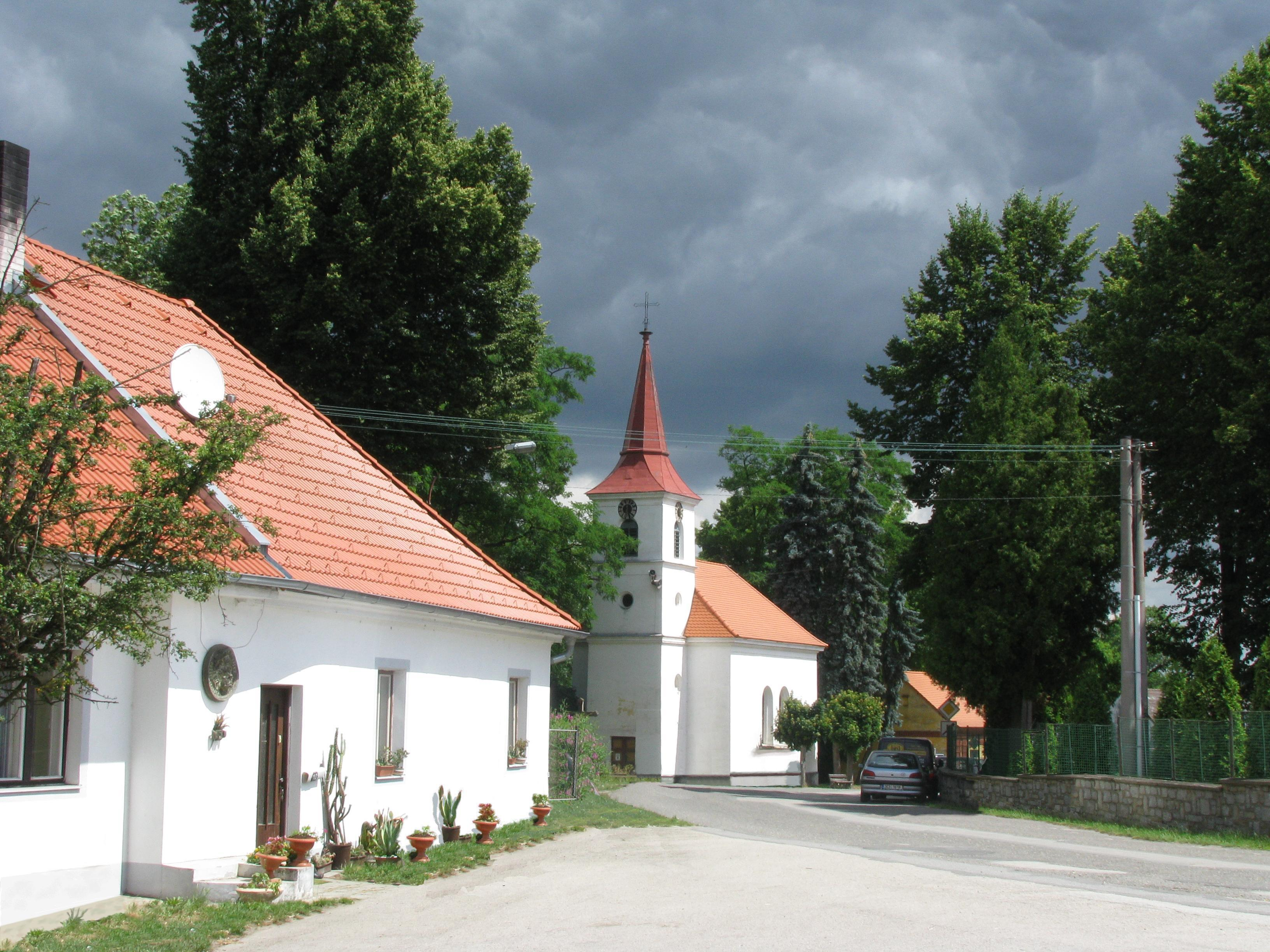
Kaple
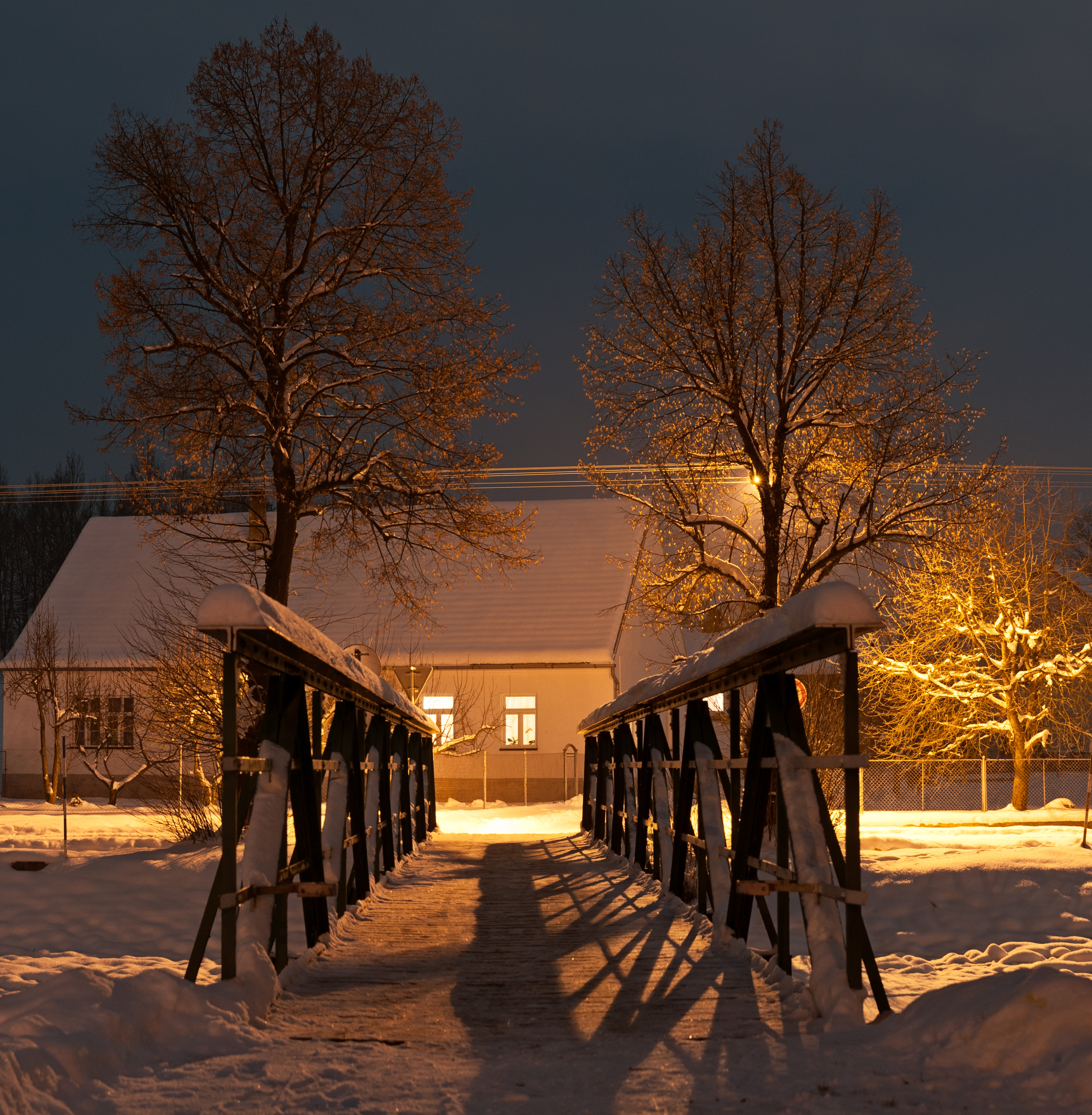
Lávka
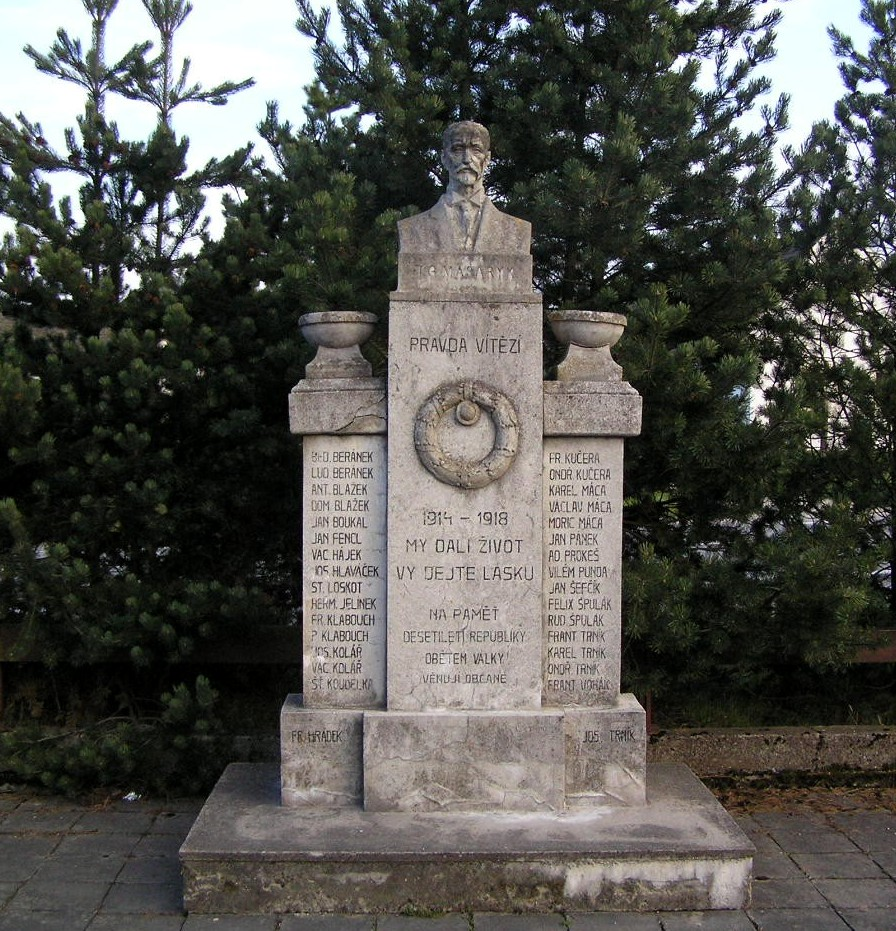
Památník
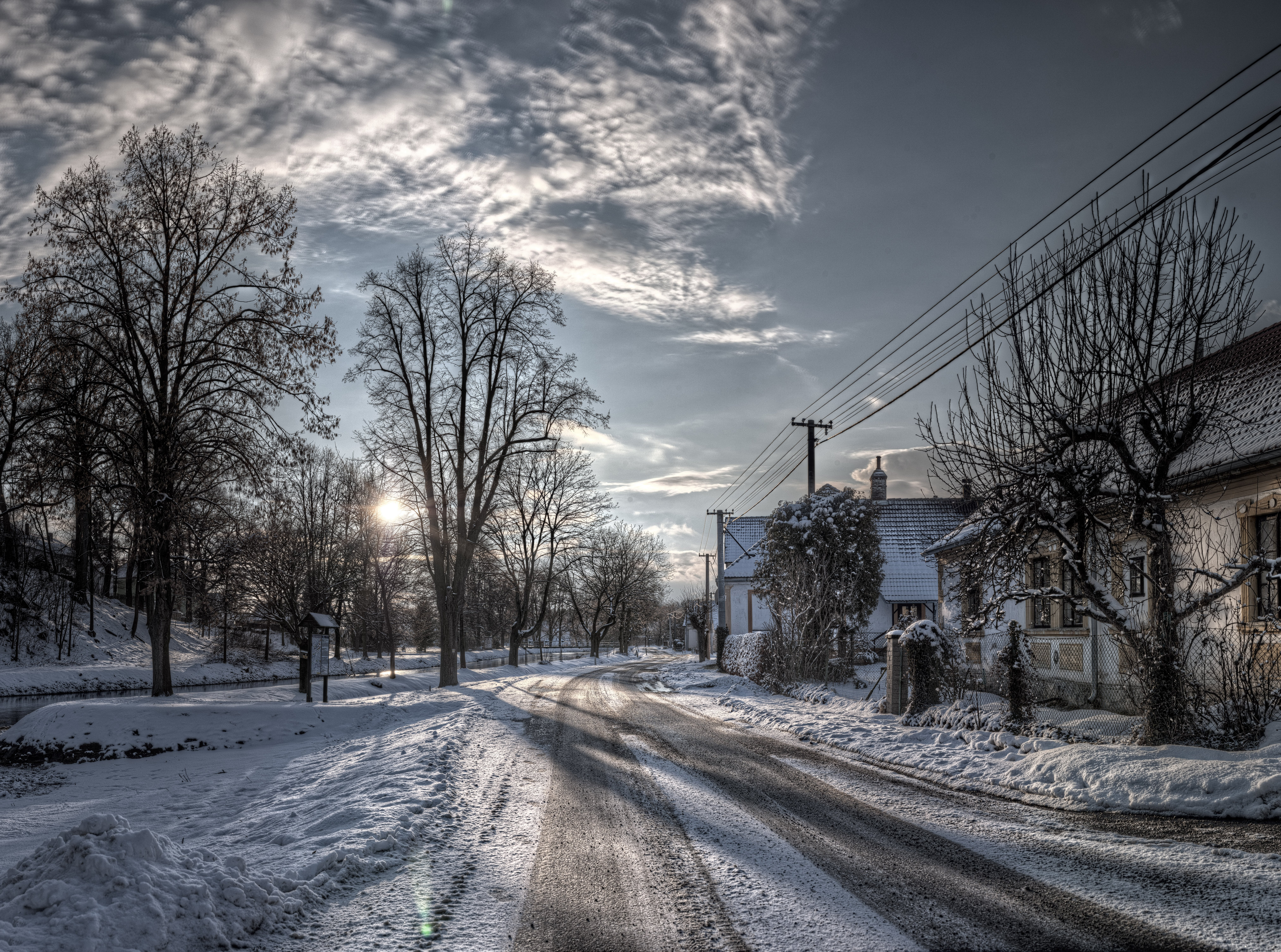
V zimě
Lásenický rybník
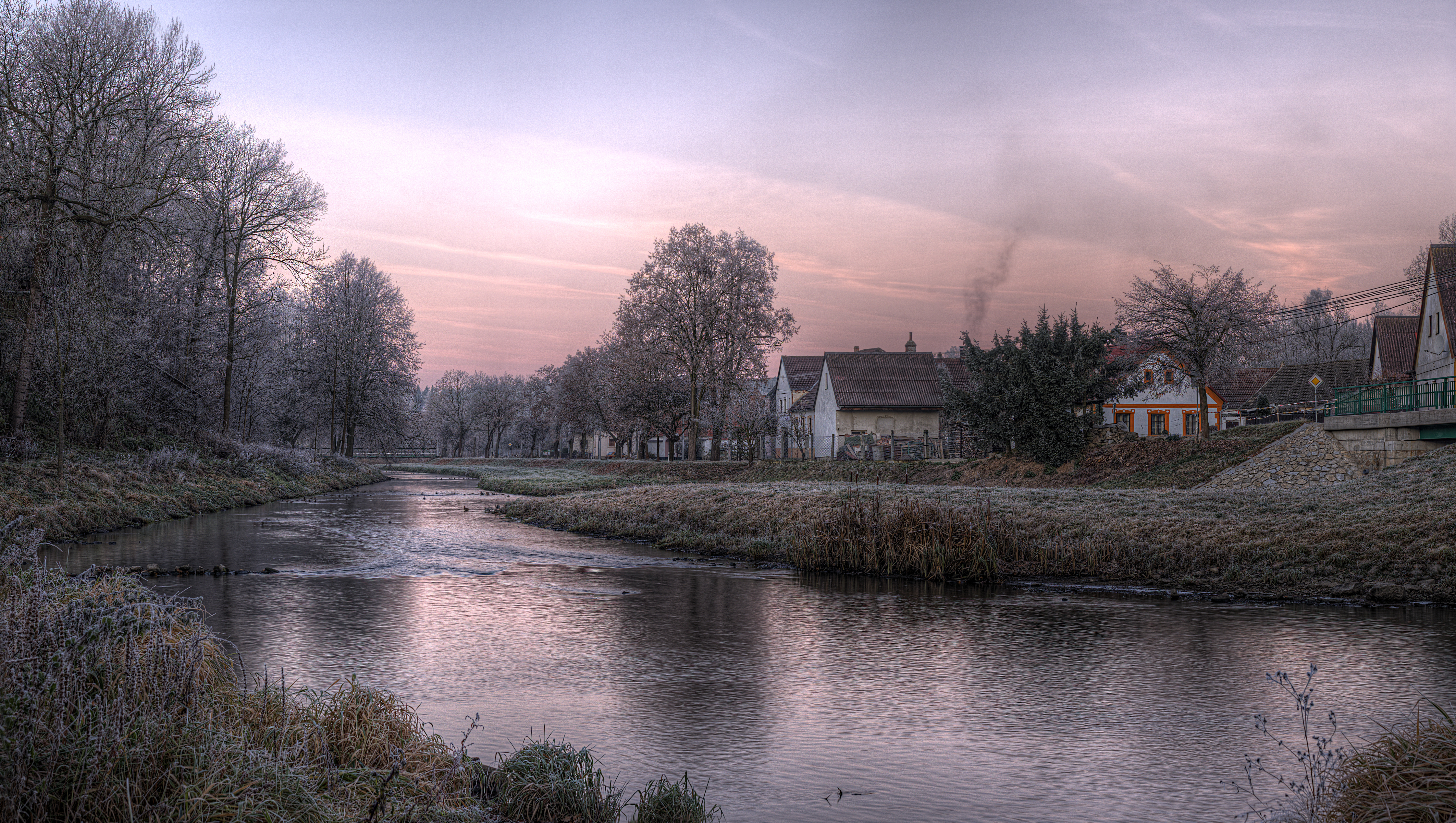
Zimní ráno v Lásenici
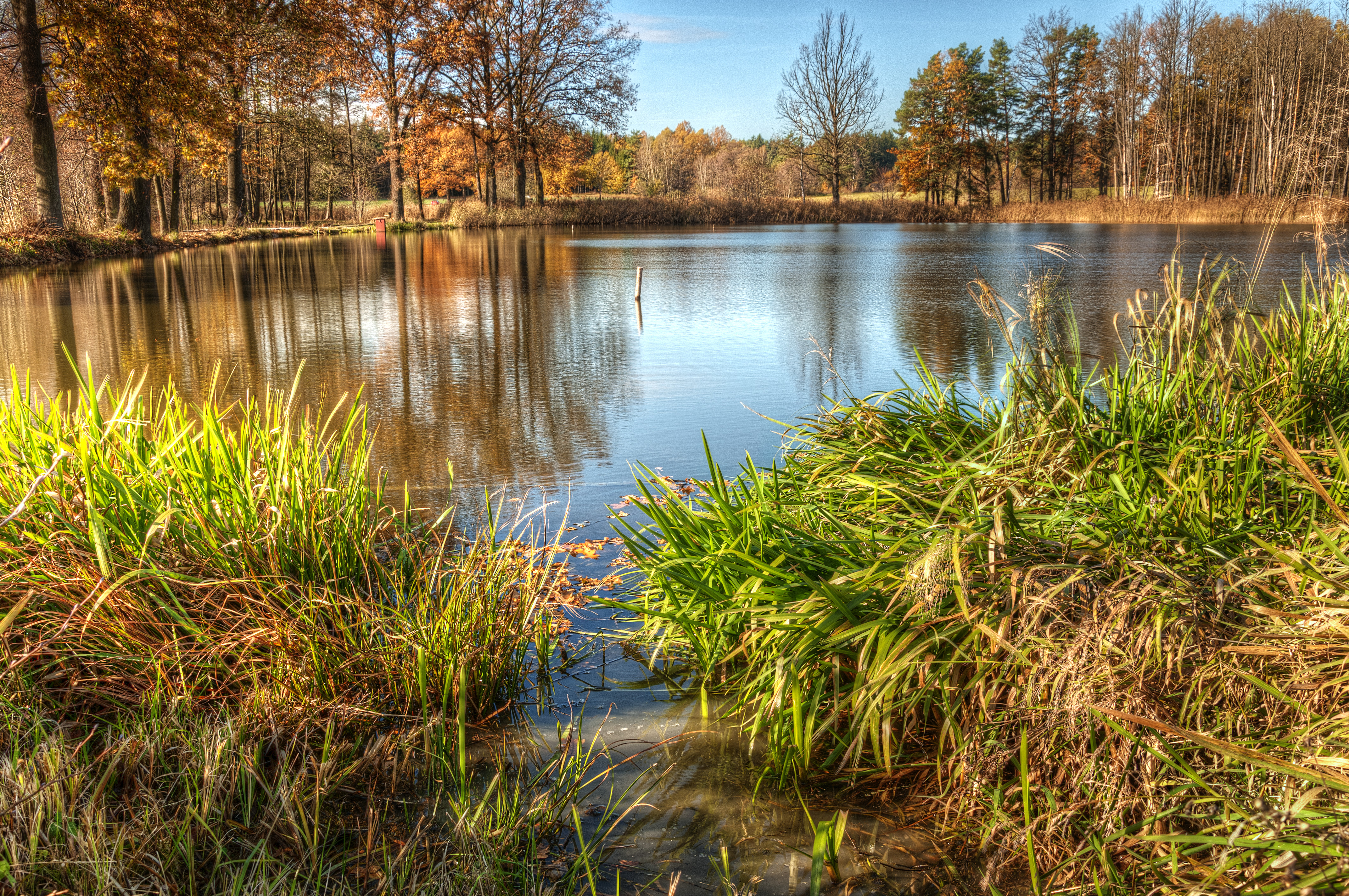
Lásenický rybník
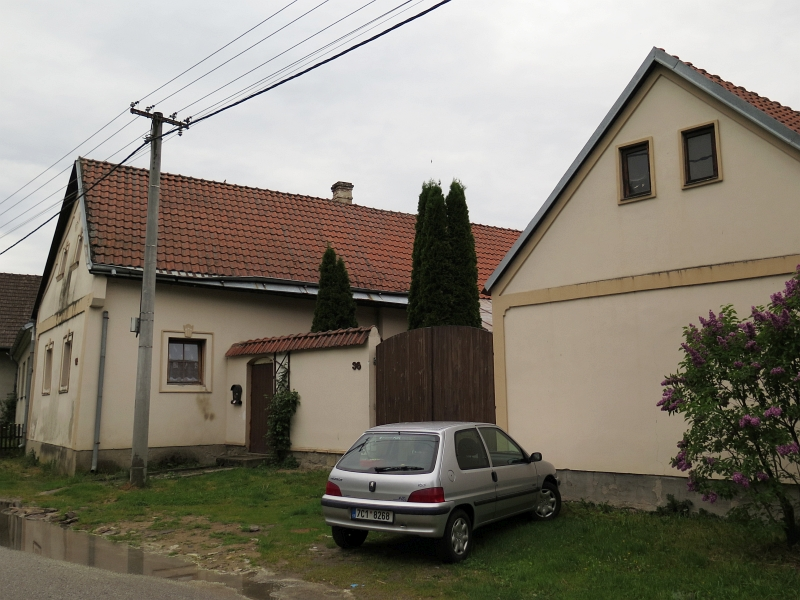
Statek čp. 36